# Aarde (elektriciteit)

Symbool voor aarde

Aarde is in de elektrotechniek een geleidende verbinding met de Aarde. Aarde vormt in het algemeen een referentiepunt in een elektrisch netwerk waarvan de elektrische potentiaal op 0 volt gesteld wordt. Door voorwerpen met een elektrische geleider, bijvoorbeeld een aardelektrode, aan de aarde te verbinden, worden deze 'geaard': hun elektrische potentiaal wordt gelijk gemaakt aan die van de aarde.
Om de elektrische potentiaal van een willekeurig voorwerp vast te leggen, moet eerst worden bepaald ten opzichte van welk ander voorwerp deze potentiaal wordt gedefinieerd. In veel gevallen wordt daarbij gekozen voor de potentiaal van de Aarde als planeet waarop wij wonen. Dat is mogelijk doordat de Aarde zelf een redelijk goede elektrische geleider is en de potentiaal van de Aarde daardoor altijd en overal min of meer dezelfde is. De gekozen potentiaal wordt dan per definitie op nul volt gesteld en 'aarde' genoemd. De aarde zoals hiermee wordt bedoeld is dus een waarde van een grootheid binnen de elektriciteitsleer, van de elektrische potentiaal, met als eenheid de volt.

## Verschil tussen 'aarde' en 'massa'

Symbool voor massa

Soms wordt van voorwerpen die niet elektrisch verbonden zijn met de Aarde, zoals auto's, vliegtuigen of draadloze toestellen, de potentiaal van de behuizing of een ander groot elektrisch geleidend deel zoals het chassis, 'aarde' genoemd. De correcte term is 'massa'. De potentiaal van de massa komt overeen met de echte Aarde als het voorwerp geaard is. 

## Bijzondere situaties
Het is in de praktijk meestal een bruikbaar uitgangspunt te veronderstellen dat de potentiaal van het aardoppervlak overal precies gelijk is, maar daar zijn uitzonderingen op. Dat doet zich bij hoogspanning voor, bijvoorbeeld door bliksem die inslaat of een hoogspanningsleiding die op de aarde terecht is gekomen. In een dergelijke situatie kunnen plaatselijk grote potentiaalverschillen aan het oppervlak van de Aarde ontstaan, dat heet stapspanning, en iemand die met beide benen op de Aarde staat, kan er door worden geëlektrocuteerd.